# Elin Carlsson (fotbollsspelare född 1988)
Elin Carlsson, född 22 april 1988, är en svensk fotbollsspelare.
Elin debuterade i Allsvenskan 2010 för nykomlingen Jitex, där första säsongen slutade med ett skadat korsband. I april 2018 skadade hon korsbandet igen när hon spelade för Skoftebyns IF.
Hon arbetar sedan 2019 som fysioterapeut i FC Trollhättan.